# André de Azevedo
André de Azevedo (São José dos Campos, 8 luglio 1959) è un pilota motociclistico e pilota di rally brasiliano ritiratosi dall'attività agonistica, specializzato nei rally raid.

## Carriera
Fratello maggiore dell'altro "dakariano" Jean Azevedo, motociclista tre volte nella primi dieci del raid africano.
Ha cominciato le sue 24 partecipazioni al Rally Dakar con le motociclette, nel 1988 è stato il primo brasiliano a prendere parte alla Parigi-Dakar, dal 1999 è passato ai camion coi quali è giunto subito terzo, successivamente ha conquistato la piazza d'onore nel 2003 oltre ad un totale di dieci tappe vinte.

## Palmarès

### Rally Dakar
| Anno | Categoria | Mezzo  | Pos. | Tappe |
| ---- | --------- | ------ | ---- | ----- |
| 1988 | Moto      | Yamaha | Rit. |       |
| 1990 | Moto      | Yamaha | 22º  |       |
| 1991 | Moto      | Yamaha | 21º  |       |
| 1993 | Moto      | Yamaha | 9º   |       |
| 1994 | Moto      | Yamaha | 15º  |       |
| 1996 | Moto      | KTM    | 24º  |       |
| 1997 | Moto      | KTM    | 15º  |       |
| 1999 | Camion    | Tatra  | 3º   | 2     |
| 2000 | Camion    | Tatra  | 4º   | 2     |
| 2001 | Camion    | Tatra  | Rit. | 1     |
| 2002 | Camion    | Tatra  | 10º  | 3     |
| 2003 | Camion    | Tatra  | 2º   | 2     |
| 2004 | Camion    | Tatra  | 6º   |       |
| 2005 | Camion    | Tatra  | Rit. |       |
| 2006 | Camion    | Tatra  | 4º   |       |
| 2007 | Camion    | Tatra  | 5º   |       |
| 2009 | Camion    | Tatra  | 6º   |       |
| 2010 | Camion    | Tatra  | Rit. |       |
| 2011 | Camion    | Tatra  | Rit. |       |
| 2012 | Camion    | Tatra  | 8º   |       |